# Bickenbach (Bergstraße)
Bickenbach er en kommune i Kreis Darmstadt-Dieburg i den tyske delstat Hessen. Den har partnerbyerne:
- Tricarico, Italien
- Saint Philbert de Grand-Lieu, Frankrig

## Kommunalvalg 2011
| Parti                                   | Procent |
| --------------------------------------- | ------- |
| SPD                                     | 38,2    |
| CDU                                     | 36,5    |
| Die Kommunale Alternative in Bickenbach | 17,8    |
| FDP                                     | 7,5     |